# اینجا خانه من است
اینجا خانه من است فیلمی به نویسندگی و کارگردانی خیرالله تقیانی‌پور و تهیه‌کنندگی جواد نوری و محصول سال۱۳۹۷ است که هم‌اکنون در مرحله فنی پس از تولید است. «اینجا خانه من است» با مضمون جنگ و دفاع مقدس داستان ورود نیروهای بعثی به خرمشهر و مقاومت نیروهای مردمی، نظامی و انتظامی در برابر نیروهای مهاجم را روایت می کند.

## خلاصه داستان
«اینجا خانه من است» به روزهای ابتدایی دفاع مقدس توجه دارد و از نگاه یک کودک عراقی فیلم روایت می‌شود. در این فیلم داستان ورود نیروهای بعثی به خرمشهر و مقاومت نیروهای مردمی، نظامی و انتظامی در برابر نیروهای مهاجم را روایت می‌کند.